# Jesionka (województwo śląskie)
Jesionka – osada w Polsce położona w województwie śląskim, w powiecie rybnickim, w gminie Czerwionka-Leszczyny.
W latach 1975–1998 miejscowość administracyjnie należała do województwa katowickiego.